# Эггерсдорф (Шёнебек)
Эггерсдорф (нем. Eggersdorf) — посёлок в Германии, в земле Саксония-Анхальт.

## История
С 29 декабря 2007 года расположен в Бёрделанде.

## География
Входит в состав района Шёнебек. Подчиняется управлению Зюдёстлихес Бёрделанд. Население 1265 чел. Занимает площадь 5,55 км².